# Hofanlage Nordweder Straße 19
Die Hofanlage Nordweder Straße 19 in der niedersächsischen Gemeinde Worpswede, Ortsteil Nordwede, stammt von ersten Drittel des 19. Jahrhunderts. Aktuell (2025) wird der Hof auch zum Wohnen genutzt.
Die Gebäude und der Garten stehen unter Denkmalschutz (siehe auch Liste der Baudenkmale in Worpswede).

## Geschichte und Beschreibung
Worpswede im Teufelsmoor wurde 1218 erstmals als Besitz des Klosters Osterholz erwähnt. Nordwede wurde 1764 im Rahmen der Moorkolonisierung des Teufelsmoores gegründet.
Die Hofanlage einer ursprünglichen Kolonistenparzelle besteht u. a. aus
- dem eingeschossigen traufständigen Wohn- und Wirtschaftsgebäude von 1825 (Inschrift) als Zweiständer-Hallenhaus in Fachwerk mit Steinausfachungen, reetgedecktem Krüppelwalmdach, Uhlenloch und Grooter Door mit Rundbogen; 1889 wurde das Haus saniert und 1923 der Wohngiebel massiv erneuert,[2]
- der eingeschossigen giebelständigen Scheune von 1825 in Fachwerk mit Steinausfachungen, ziegelgedecktem Satteldach und Quereinfahrt,[3]
- dem traufständigen kleinen Stall von 1889.

Das Landesdenkmalamt befand u. a.: „… ortsgeschichtlicher, gebäudetypischer, hof- und ortsbildprägendenr Zeugniswert …“